# غاري فوكس
غاري فوكس (بالإنجليزية: Gary Fox)‏ هو لاعب كرة الريشة بريطاني، ولد في 11 أبريل 1990 في بولتن في المملكة المتحدة.

## وصلات خارجية
- غاري فوكس على موقع BWF.tournamentsoftware.com (الإنجليزية)
- غاري فوكس على موقع BWFbadminton.com (الإنجليزية)